# Karthago universitet
Karthago universitet (arabiska جامعة قرطاج, franska Université de Carthage) är ett tunisiskt universitet, grundat 1988.  